# Клепиков, Сократ Александрович
Сократ Александрович Клепиков (1895, г. Кинешма — 1978, Москва) — советский книговед, библиограф, историк гравюры, источниковед, библиофил, экономист; главный библиограф Библиотеки имени В. И. Ленина (ныне — РГБ), сотрудник Государственного Литературного музея. Мировую известность принесли ему работы в области филиграни и штемпелей, истории книги.
Жена — Наталья Павловна Потоцкая, кузина Юлии Владимировны Рождественской (урожд. Аксаковой).

## Биография
Родился в городе Кинешма Костромской губернии (ныне Ивановской области).
Активную научную деятельность начал после Февральской революции 1917 года. Сотрудничал с Лигой аграрных реформ, составил атлас диаграмм и картограмм по аграрному вопросу, первое издание которого вышло под редакцией русского экономиста-аграрника А. В. Чаянова (его двоюродного брата и друга, с которым он вёл активную переписку). А. Чаянов был также страстным коллекционером западноевропейской гравюры, он собрал огромную библиотеку, а также издал в 1926 году краткое руководство для музеев.
После Октябрьской революции работал в системе ВСНХ. Выпустил справочник по питанию русского крестьянства, где проследил динамику норм потребления главных пищевых продуктов в деревне. Впоследствии подготовил ещё несколько справочников для ВСНХ.
В 1919—1920 годах жил в Москве в Тихвинском переулке, в доме № 7, где ранее, в 1918 году находилась Лига земельных реформ.
Сотрудник Государственного литературного музея, Всесоюзной книжной палаты. В Государственном литературном музее занимался редкой книгой, иллюстрациями, водяными знаками и т. д. С 1937 года участвовал в изучении документов Центрального государственного архива древних актов.
В 1945—1965 годах работал в Отделе редкой книги Государственной библиотеки СССР имени В. И. Ленина (ныне — Российская государственная библиотека).
В 1959—1964 годах — член редколлегии первых выпусков научного сборника «Книга. Исследования и материалы». Участвовал в подготовке ряда специальных каталогов.
Похоронен в колумбарии Нового Донского кладбища города Москвы.

## Научная деятельность
Внёс значительный вклад в изучение искусства книги, в частности филигранологии, искусства русской народной картинки, переплёта, разработал методику научных исследований в этих областях книжного дела. Мировую известность принесли ему работы в области филиграни и штемпелей, истории книги.
В филигранологии — автор табличного метода описания водяных знаков в специальных публикациях, фундаментального справочника и монографии об отдельных филигранях.
Коллекция народных картинок С. А. Клепикова составила основу фонда лубка Государственного литературного музея.
Портрет (дружеский шарж) С. А. Клепикова, рисованный Татьяной Мавриной, воспроизведён в монографии о Мавриной искусствоведа Владимира Ивановича Костина (Костин В. И. Татьяна Алексеевна Маврина. — М.: Советский художник, 1966. — С. 136).

### Сочинения
Автор 135 научных публикаций.
- Атлас диаграмм и картограмм по аграрному вопросу Архивная копия от 24 октября 2018 на Wayback Machine / С. А. Клепиков; Под общ. ред. А. В. Чаянова. — М.: Универсальная б-ка, 1917. — 40 с.: карты, диагр. — (Лига аграрных реформ / Ред. кол.: П. П. Маслов, С. Л. Маслов, Н. П. Огановский и А. В. Чаянов. Серия А; № 3).
- Питание русского крестьянства / С. А. Клепиков; Высший совет народного хозяйства. Отдел редакционно-издательский. — М.: Типография «III Интернационал», 1920.
- О собирании лубочных картин / Гос. лит. музей. — Москва: Гослитмузей, 1941. — 24 с.
- А. С. Пушкин и его произведения в русской народной картинке: 150 лет со дня рождения. 1799—1949 / Науч. описание, коммент. и вступ. статья С. Клепикова; Под общ. ред. В. Бонч-Бруевича. — Москва: Гос. лит. музей: [Госкультпросветиздат], 1949 (тип. Акад. наук СССР). — 131 с., 4 л. ил.
- И. А. Крылов и его произведения в русской народной картинке / Науч. описание, коммент. и вступит. статья С. А. Клепикова; Под общ. ред. В. Бонч-Бруевича. — Москва: Гос. лит. музей: [Госкультпросветиздат], 1950 (2-я тип. Изд-ва Акад. наук СССР). — 80 с.: ил.
- Библиография печатных планов города Москвы XVI—XIX веков / Под ред. и со вступит. ст. акад. М. Н. Тихомирова. М.: 1956. — 122 с.
- Москва в гравюрах и фотографиях (Опыт библиографии печатных альбомов и серий) // Труды Гос. б-ки СССР им. В. И. Ленина. — М.: 1958. Т. II. — С. 111—194.[5]
- Из истории русского художественного переплёта // Книга: Исслед. и материалы. 1959. Сб. 1.
- Филиграни и штемпели на бумаге русского и иностранного производства XVII—XX века Архивная копия от 28 июля 2020 на Wayback Machine: [Справочное пособие] / Всесоюз. книжная палата. — Москва: Изд-во Всесоюз. кн. палаты, 1959. — 306 с.
- Проблема филигранологических публикаций // Археографический ежегодник за 1962 г. М., 1963.
- Сатирические листы 1812—1813 гг. (Сводная библиография) // Труды Гос. б-ки СССР им. В. И. Ленина. М., 1963. Т. 7.
- [Рецензия] Сводный каталог русских географических атласов XVIII в. Сост. Н. В. Лемус // Советская библиография. Сборник статей и материалов. — М.: Всесоюзная книжная палата, 1963. № 1 (77) — С. 60-67.[6]

- Русские гравированные книги XVII—XVIII веков. — Москва: [б. и.], 1964. — [41] с. : ил.
- Штемпели на бумаге русского и иностранного производства XIX—XX вв. // Археографический ежегодник за 1966 г. М., 1968.
- Описание древних русских обиходных переплётов // Методические рекомендации по описанию славяно-русских рукописей, хранящихся в СССР. — М., 1976. — Вып. 2, ч. 1. — С. 51—77.
- Филиграни на бумаге русского производства XVIII — нач. XX вв. — М., 1978.